# Leo Stepanian
Leo Sourenovitch Stepanian (en Лео Суренович Степанян ; né le 19 mars 1931 à Erevan, mort le 16 février 2002) était un ornithologue arménien, principalement connu pour être l'auteur du livre Conspectus of the ornithological fauna of the USSR, un ouvrage de taxinomie en russe sur les oiseaux de l'Union soviétique.

## Biographie
Leo naît à Erevan le 19 mars 1931, fils de Suren, un médecin de famille, et de Julia.
En 1950, il est diplômé de l'école secondaire à Iessentouki, puis transféré à l'université d'État Lomonossov de Moscou, où il rencontre G.P. Dementiev et d'autres ornithologues.
Après avoir obtenu son diplôme en 1955, il passe deux ans au Musée de zoologie de l'université (ZMMU), où il rencontre des ornithologues de toute l'URSS venant examiner la collection.
À partir de 1957 il enseigne la zoologie et sous la direction de S.P. Naumov et A.V. Mikheev, il fait avec quelques étudiants des expéditions dans les monts Tian, le Pamir, l'Oural et d'autres régions pour recueillir des spécimens d'oiseaux. Il a publié plusieurs articles sur les résultats de ces voyages de collecte.
En 1975, il a été invité par l'Institute of Evolutionary Morphology and Ecology of Animals (Institut de Morphologie évolutive et d'écologie des animaux) et rejoint l'équipe de scientifiques qui s'embarque du navire de recherche Callisto pour les îles du sud-ouest du Pacifique. Il a également effectué des expéditions en Mongolie, au Viêt Nam et en Corée du Nord,.
Leo Stepanian meurt le 16 février 2002.

## Ouvrages
Ses travaux majeurs sont les ouvrages :
- Birds of Vietnam ;
- Conspectus of the ornithological fauna of the USSR[3].